# Tetraibidion ephimerum
Tetraibidion ephimerum är en skalbaggsart som beskrevs av Martins 1967. Tetraibidion ephimerum ingår i släktet Tetraibidion och familjen långhorningar. Inga underarter finns listade i Catalogue of Life.